# En midsommarnattsdröm (film, 1959)
En midsommarnattsdröm (tjeckiska: Sen noci svatojánské) är en tjeckoslovakisk animerad komedifilm från 1959 i regi av Jiří Trnka. Den bygger på William Shakespeares pjäs med samma namn och kretsar kring intrigerna mellan Atens mytologiska aristokrati, ett amatörteatersällskap och en grupp sagoväsen. Den saknar dialog men har skådespelaren Rudolf Pellar som berättare.
Filmen är gjord med dockor och stop motion-animation. Den spelades in i det breda bildformatet Cinemascope. Den är gjord i en lekfull, färgrik och eklektisk stil, och uppvisar större sympati för de vanliga människorna än Shakespeares originaltext gör.
Den visades i huvudtävlan vid filmfestivalen i Cannes 1959. Den tjeckoslovakiska premiären ägde rum den 25 september 1959. Det blev Trnkas sista långfilm.